# Woluwe-Saint-Lambert
Wóluwe–Saint-Lambert (en neerlandés Sint-Lambrechts-Woluwe) es uno de los diecinueve municipios de la Región de Bruselas-Capital. Es un municipio residencial situado al este de esta región, se desarrolla en un área de 722 hectáreas con alrededor de 56.660 habitantes (2019).

## Historia

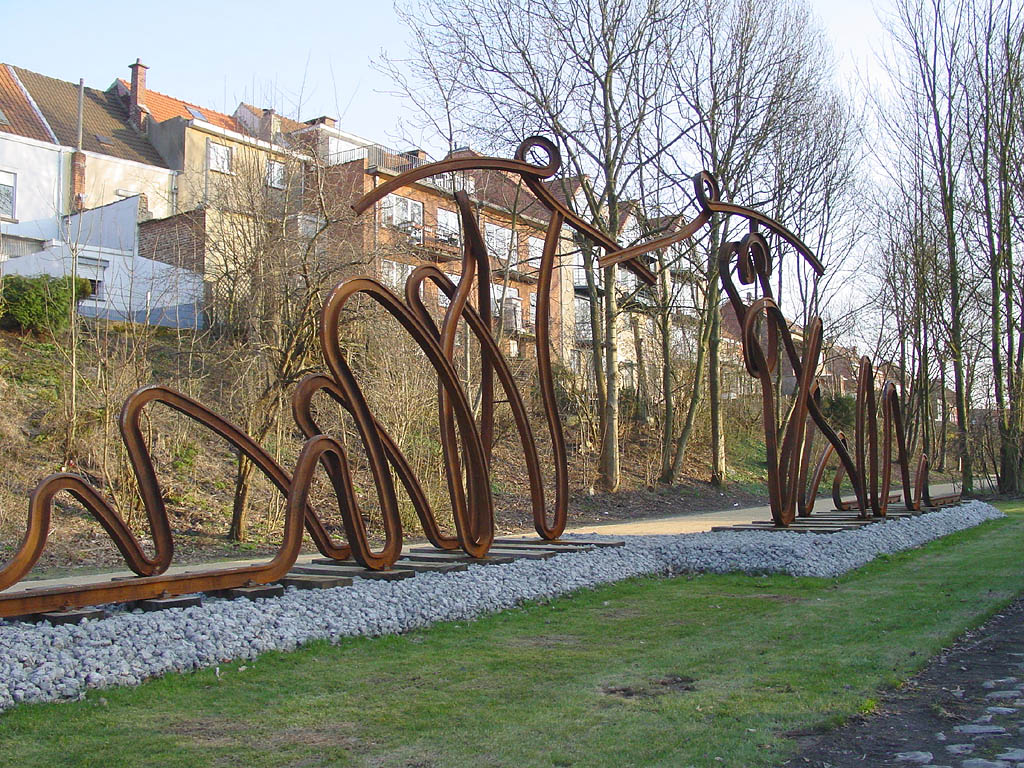
Caligrafía Ferroviaria a lo largo del Paseo de la antigua Vía Férrea.

En el bosque de Soignes situado en el curso del pequeño río Wóluwe, comienza, en el siglo XI, la explotación agrícola y se construye una iglesia dedicada a San Lamberto, obispo de Lieja, dando así nacimiento al territorio de Wóluwe-Saint-Lambert.
Desde el siglo XII, los duques de Brabante tenían los derechos señoriales sobre estas tierras que compartían con otros nobles: los dueños del Castillo de Bruselas y las abadías de Forest y de Park-lez-Louvain y hasta el siglo XX el municipio mantiene esta fisonomía de espacio dedicado a la agricultura, con sus cervecerías y molinos.
Desde el siglo XVI al XVIII, burgueses enriquecidos construyen allí sus casas de campo. A comienzos del siglo XX, el trazado del gran boulevard Brand Whitlock establece una mejor comunicación con la ciudad de Bruselas y origina la creación un barrio burgués con mansiones construidas según los estilos Art Nouveau y art déco.
En 1965 se implanta en este municipio el conjunto de edificios universitarios de la Facultad de Medicina y de la Clínica universitaria Saint-Luc de la Universidad Católica de Lovaina, así como las casas destinadas a los estudiantes y una completa infraestructura deportiva. Con los años se han ido agregando Escuelas de Educación Física, Quinesioterapia y  Enfermería.

## Demografía

### Evolución
Todos los datos históricos relativos al actual municipio, el siguiente gráfico refleja su evolución demográfica.
| Gráfica de evolución demográfica de Wóluwe-Saint-Lambert entre 1846 y 2020 |
|                                                                            |

Ciudad jardín de Kapelleveld (1923-1926).
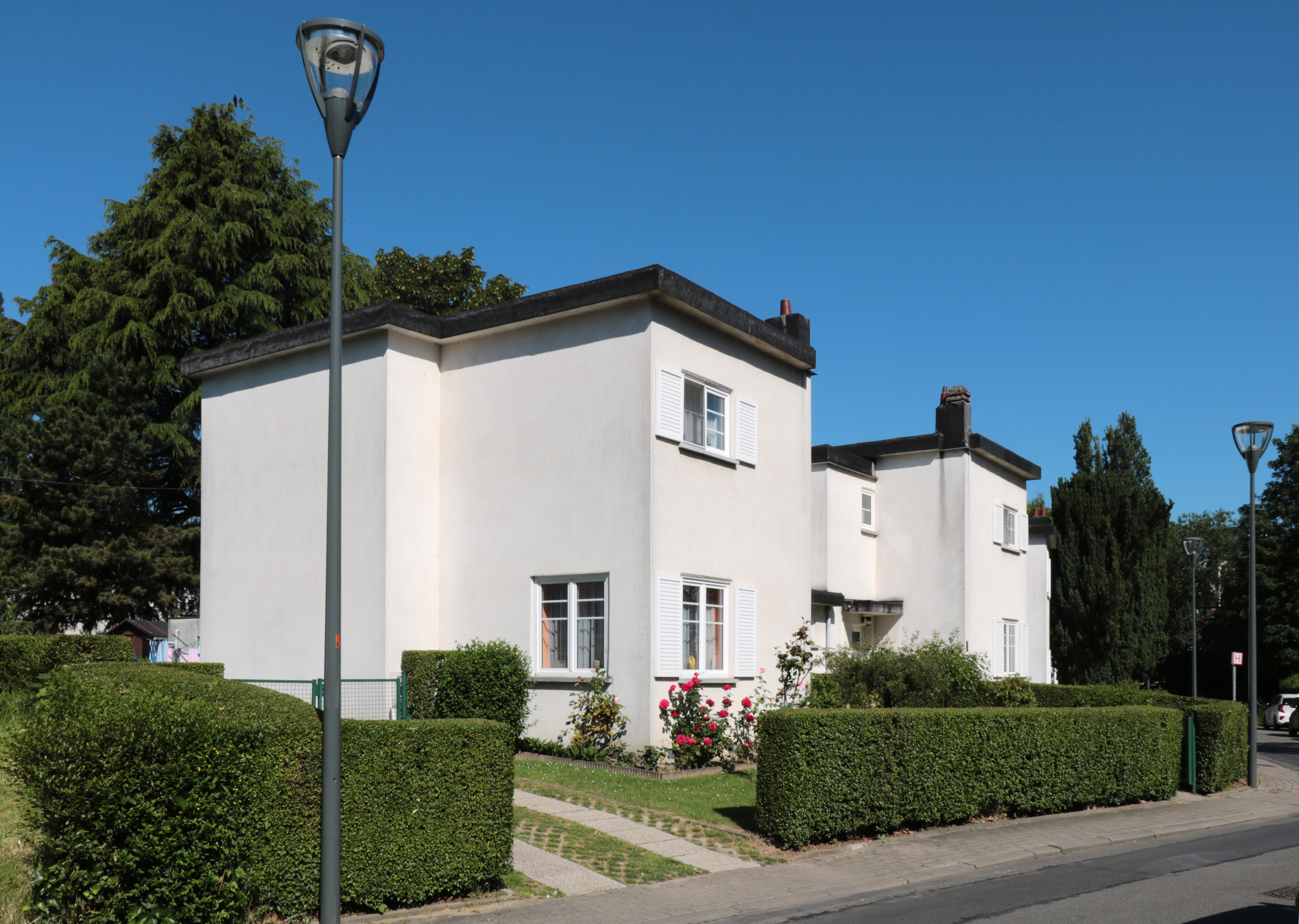
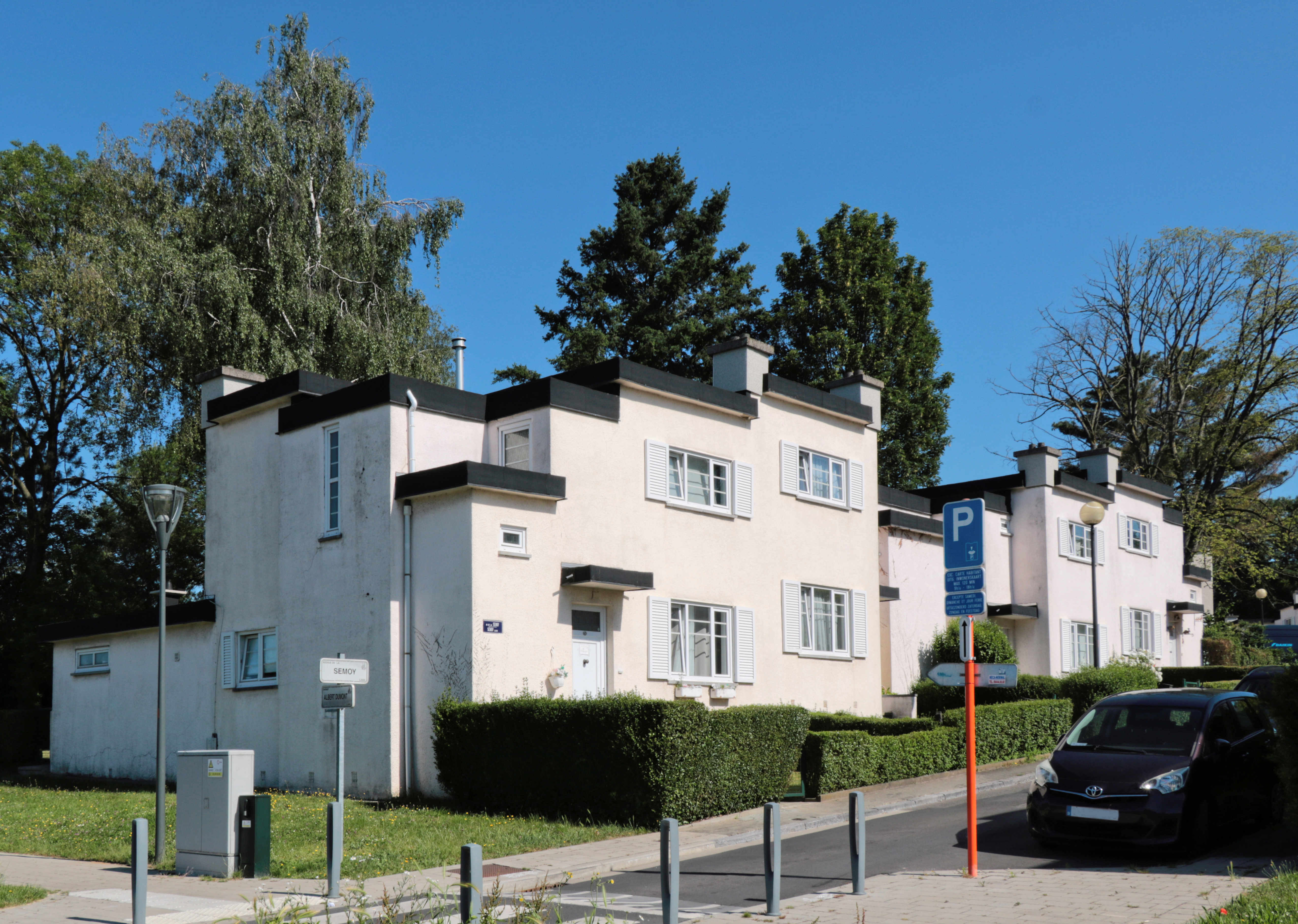
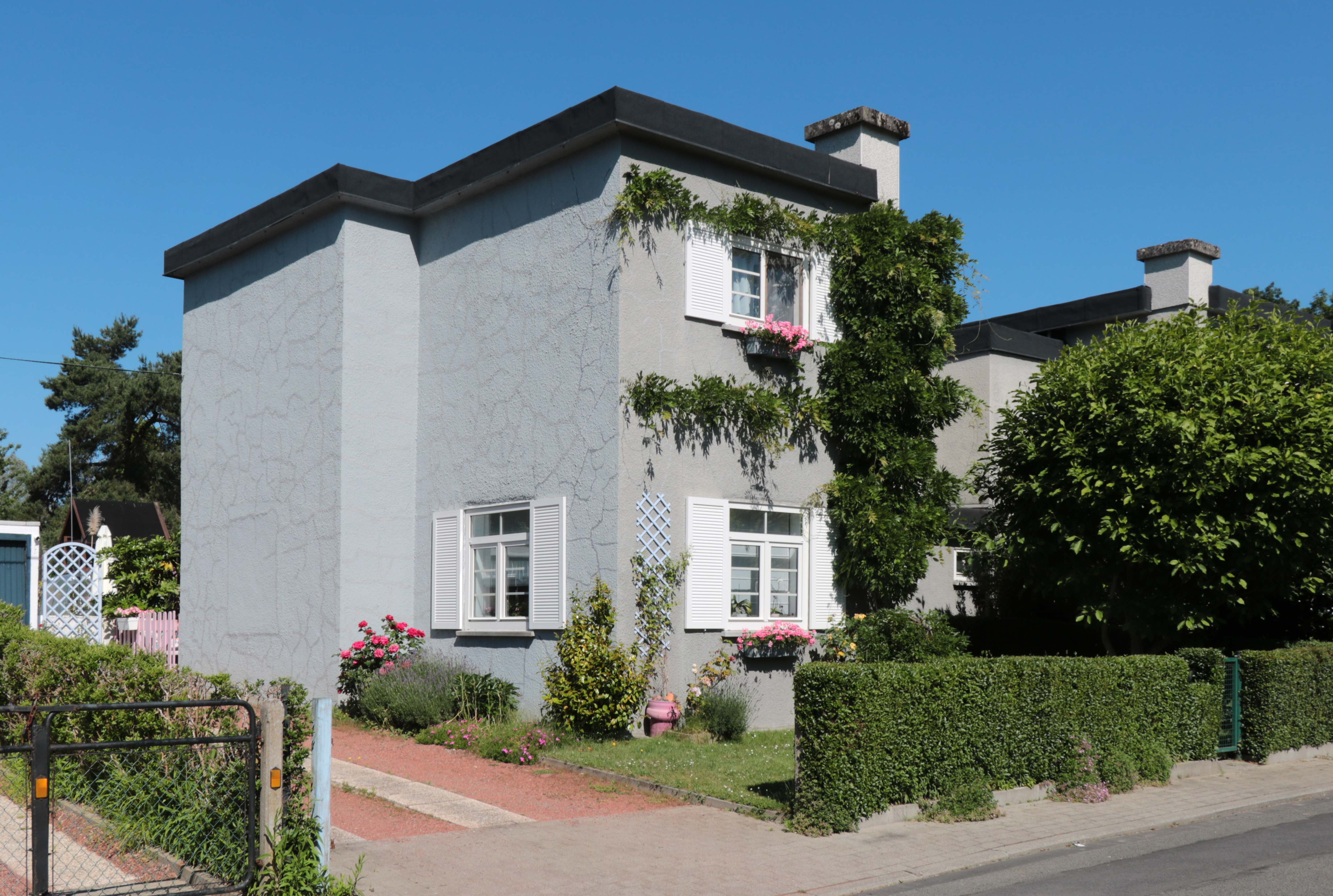

## Ciudades hermanadas
- Meudon  Francia
- Celle  Alemania
- M'Bazi  Ruanda